# Червоное (Бериславский район)
Червоное (укр. Червоне) — село в Новоалександровской сельской общине Бериславского района Херсонской области Украины.
Почтовый индекс — 74224. Телефонный код — 5533. Код КОАТУУ — 6524185003.

## Население
Население по переписи 2001 года составляло 212 человек.

### Языковой состав
Родной язык населения по данным переписи 2001 года:
| Язык       | Численность, чел. | Доля     |
| ---------- | ----------------- | -------- |
| Украинский | 207               | 97,64 %  |
| Русский    | 5                 | 2,36 %   |
| Итого      | 212               | 100,00 % |